# 天鵝座V1351
天鵝座V1351，又名BD+55 2245，HD 186532、SAO 31906、HR 7509，是天鵝座的一颗恒星，视星等为6.48，位于銀經87.93，銀緯15.37，其B1900.0坐标为赤經19h 39m 51.4s，赤緯+55° 15.37′ 37″。